# Bai Jia Xing

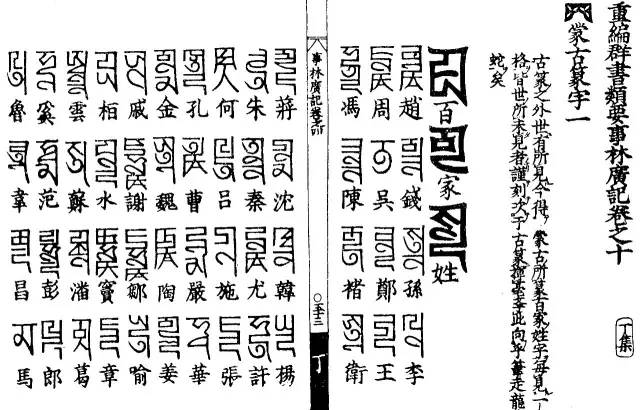
La poesia Bai Jia Xing scritta in caratteri cinesi e nella scrittura Phagspa, dall'enciclopedia Shilin Guangji scritta da Chen Yuanjing durante la dinastia Yuan.

Il Bai Jia Xing ((ZH) , letteralmente "Cento cognomi di famiglia") è un classico testo in lingua cinese composto da una serie di cognomi cinesi. Un autore sconosciuto compilò il libro durante la dinastia Song (960–1279). Il libro elenca 507 cognomi; di questi, 441 sono cognomi a carattere singolo e 66 sono a due caratteri. Circa 800 nomi sono stati derivati da quelli originali.
Nelle dinastie successive ai Song, il San Zi Jing del XIII secolo, il Bai Jia Xing e il Qian Zi Wen del VI secolo arrivarono a essere conosciuti come "San Bai Qian" (tre, cento, mille), dal primo carattere dei loro titoli. Servivano come libri didattici per i bambini, diventando il testo letterario introduttivo quasi universale per gli studenti (quasi esclusivamente ragazzi) provenienti da ambienti d'élite e anche per un certo numero di comuni abitanti dei villaggi. Ogni testo era disponibile in molte versioni, stampate a buon mercato e disponibili a tutti poiché non venivano sostituite. Quando uno studente li aveva memorizzati tutti e tre, aveva una conoscenza di circa 2.000 caratteri. Poiché il cinese non utilizzava un alfabeto, questo era un modo efficace, anche se dispendioso in termini di tempo, per tenere un corso intensivo sul riconoscimento dei caratteri prima di passare alla comprensione dei testi e alla scrittura dei caratteri.

## Forma
L'opera è una poesia in rima in versi di otto caratteri. I cognomi non sono elencati in ordine di comunanza. Secondo lo studioso della dinastia Song Wang Mingqing (王明清), i primi quattro cognomi elencati rappresentano le famiglie più importanti dell'impero dell'epoca:
- Primo: Zhao (趙) è il cognome degli imperatori della dinastia Song.
- Secondo: Qian (錢) è il cognome dei re di Wuyue.
- Terzo: Sun (孫) è il cognome della regina Sun Taizhen, consorte del re di Wuyue Qian Chu.
- Quarto: Li (李) è il cognome dei re del Tang Meridionale.

I successivi quattro, Zhou (周), Wu (吳), Zheng (鄭) e Wang (王), erano i cognomi delle altre mogli di Qian Chu, ultimo re di Wuyue.

## Testo completo
Questo testo è scritto in cinese tradizionale; molti di questi caratteri potrebbero rimandare allo stesso articolo.
| 趙 錢 孫 李 | 周 吳 鄭 王     | 馮 陳 褚 衛 | 蔣 沈 韓 楊 |
| 朱 秦 尤 許 | 何 呂 施 張     | 孔 曹 嚴 華 | 金 魏 陶 姜 |
| 戚 謝 鄒 喻 | 柏 水 竇 章     | 雲 蘇 潘 葛 | 奚 范 彭 郎 |
| 魯 韋 昌 馬 | 苗 鳳 花 方     | 俞 任 袁 柳 | 酆 鮑 史 唐 |
| 費 廉 岑 薛 | 雷 賀 倪 湯     | 滕 殷 羅 畢 | 郝 鄔 安 常 |
| 樂 于 時 傅 | 皮 卞 齊 康     | 伍 余 元 卜 | 顧 孟 平 黃 |
| 和 穆 蕭 尹 | 姚 邵 湛 汪     | 祁 毛 禹 狄 | 米 貝 明 臧 |
| 計 伏 成 戴 | 談 宋 茅 龐     | 熊 紀 舒 屈 | 項 祝 董 梁 |
| 杜 阮 藍 閔 | 席 季 麻 強     | 賈 路 婁 危 | 江 童 顏 郭 |
| 梅 盛 林 刁 | 鍾 徐 邱 駱     | 高 夏 蔡 田 | 樊 胡 凌 霍 |
| 虞 萬 支 柯 | 昝 管 盧 莫     | 經 房 裘 繆 | 干 解 應 宗 |
| 丁 宣 賁 鄧 | 郁 單 杭 洪     | 包 諸 左 石 | 崔 吉 鈕 龔 |
| 程 嵇 邢 滑 | 裴 陸 榮 翁     | 荀 羊 於 惠 | 甄 麴 家 封 |
| 芮 羿 儲 靳 | 汲 邴 糜 松     | 井 段 富 巫 | 烏 焦 巴 弓 |
| 牧 隗 山 谷 | 車 侯 宓 蓬     | 全 郗 班 仰 | 秋 仲 伊 宮 |
| 寧 仇 欒 暴 | 甘 鈄 厲 戎     | 祖 武 符 劉 | 景 詹 束 龍 |
| 葉 幸 司 韶 | 郜 黎 薊 薄     | 印 宿 白 懷 | 蒲 邰 從 鄂 |
| 索 咸 籍 賴 | 卓 藺 屠 蒙     | 池 喬 陰 鬱 | 胥 能 蒼 雙 |
| 聞 莘 黨 翟 | 譚 貢 勞 逄     | 姬 申 扶 堵 | 冉 宰 酈 雍 |
| 郤 璩 桑 桂 | 濮 牛 壽 通     | 邊 扈 燕 冀 | 郟 浦 尚 農 |
| 溫 別 莊 晏 | 柴 瞿 閻 充     | 慕 連 茹 習 | 宦 艾 魚 容 |
| 向 古 易 慎 | 戈 廖 庾 終     | 暨 居 衡 步 | 都 耿 滿 弘 |
| 匡 國 文 寇 | 廣 祿 闕 東     | 歐 殳 沃 利 | 蔚 越 夔 隆 |
| 師 鞏 厙 聶 | 晁 勾 敖 融     | 冷 訾 辛 闞 | 那 簡 饒 空 |
| 曾 毋 沙 乜 | 養 鞠 須 豐     | 巢 關 蒯 相 | 查 后 荊 紅 |
| 游 竺 權 逯 | 蓋 益 桓 公     | 万俟 司馬   | 上官 歐陽   |
| 夏侯 諸葛   | 聞人 東方       | 赫連 皇甫   | 尉遲 公羊   |
| 澹臺 公冶   | 宗政 濮陽       | 淳于 單于   | 太叔 申屠   |
| 公孫 仲孫   | 軒轅 令狐       | 鐘離 宇文   | 長孫 慕容   |
| 鮮于 閭丘   | 司徒 司空       | 亓官 司寇   | 仉 督 子車  |
| 顓孫 端木   | 巫馬 公西       | 漆雕 樂正   | 壤駟 公良   |
| 拓拔 夾谷   | 宰父 穀粱       | 晉 楚 閆 法 | 汝 鄢 涂 欽 |
| 段干 百里   | 東郭 南門       | 呼延 歸 海  | 羊舌 微生   |
| 岳 帥 緱 亢 | 況 後 有 琴     | 梁丘 左丘   | 東門 西門   |
| 商 牟 佘 佴 | 伯 賞 南宮      | 墨 哈 譙 笪 | 年 愛 陽 佟 |
| 第五 言 福  | 百家姓 終 [ 8 ] |             |             |